# Институционализъм
Вижте пояснителната страница за други значения на Институционализъм.
Институционализмът е теория на международните отношения и дял на политологията. Институционализмът разглежда интерактивното действие на различните актьори в международните отношения. Институционализмът заедно с реализма и либерализма е една от трите самостоятелни теории на международните отношения.
Ранния или класическия Институционализъм се заражда в началото на ХХ век в САЩ. За негов основоположник се счита Торщайн Веблен. Други представители са Дж. Комънс и У. Мичел.

## Основи на теорията
Институционализмът се дели на 2 теоретични традиции:
- утилитаристичен (рационален) институционализъм
  - теория на режимите като подкатегория
- нормативен (рефлексивен) институционализъм

## Институционализъм срещу неоинституционализъм
Разглеждането и изучаването на политичесите институции е процес, започнат най-късно при Жан-Жак Русо. Но според първите политически теории институциите са арени – места, където се извършват политически действия, определени от фундаментални сили. В специалността сравнителни политически системи институционализмът се разглежда като институционната основа на конституционния ред.
Докато класическият институционализъм разглежда само формалните институции, то неоинстиционализмът разглежда наред с формалните и неформалните интитуции.
- виж Видове институции

## Неоинституционализъм
Съвременният неоинституционализъм (или нов институционализъм) се раделя на:
- исторически институционализъм
- социологически институционализъм
- институционализъм на рационалния избор (rational choice)

За основни представители тук се считат Г. Мюрдал, Дж. Гълбрайт, У. Ростоу, Ал. Тофлър.